# Frumușei
Frumușei – wieś w Rumunii, w okręgu Gorj, w gminie Licurici. W 2011 roku liczyła 319 mieszkańców.